# Eudistoma fragum
Eudistoma fragum är en sjöpungsart som beskrevs av Monniot 1988. Eudistoma fragum ingår i släktet Eudistoma och familjen Polycitoridae. Inga underarter finns listade i Catalogue of Life.